# Liste der Monuments historiques in La Rue-Saint-Pierre (Oise)
Die Liste der Monuments historiques in La Rue-Saint-Pierre (Oise) führt die Monuments historiques in der französischen Gemeinde La Rue-Saint-Pierre auf.

## Liste der Bauwerke
| Bezeichnung                   | Beschreibung                                      | Standort | Kennzeichnung | Schutzstatus | Datum | Bild           |
| ----------------------------- | ------------------------------------------------- | -------- | ------------- | ------------ | ----- | -------------- |
| Kirche St-Lucien und Friedhof | Erbaut in der zweiten Hälfte des 11. Jahrhunderts | (Lage)   | PA00114846    | Classé       | 1943  | weitere Bilder |

## Liste der Objekte
- Monuments historiques (Objekte) in La Rue-Saint-Pierre (Oise) in der Base Palissy des französischen Kultusministeriums